# فولوالن
فولوالن (بی‌سیکلوپنتادی‌انیلیدن) عضوی از خانواده فولوالن‌ها با فرمول مولکولی C۱۰H۸ است. از نظر تئوری به عنوان یکی از ساده‌ترین هیدروکربن‌های مزدوج غیربنزنوئیدی مورد توجه است. فولوالن یک ایزومر ناپایدار از ترکیبات آروماتیکی بنزنوئیدی رایج‌تری چون نفتالین و آزولن است. فولوالن از دو حلقه ۵ عضوی تشکیل شده‌است که هر حلقه دارای دو پیوند دوگانه است که با یک پیوند دوگانه پنجم به هم متصل شده‌اند. این مولکول دارای گروه تقارنی D2h است.

## مشتقات
پرکلروفولوالن (C4Cl4C)2 بر خلاف خود فولوالن کاملاً پایدار است.

## همچنین ببینید
- فولون‌ها، (CH=CH)2C=CH2 و مشتقات استخلافی آن
- تتراتیافولوالن، C2H2S2C=CS2C2H2